# Shoshana Damari
Shoshana Damari (în ebraică: שושנה דמארי, n. 31 martie 1923, Dhamar, Yemen - d. 14 februarie 2006, Tel Aviv) a fost o cântăreață israeliană de muzică ușoară, evreică originară din Yemen, una din cele mai marcante interprete ale cântecului ebraic - zèmer ivrí. 

## Biografie
Shoshana Damari s-a născut la Dhamar, în Yemen. Familia ei a emigrat în Palestina mandatară în anul 1924, ca urmare a persecuțiilor împotriva evreilor în țara ei de origine, și s-a stabilit la Rishon Letzion. 
De la o vârsta fragedă, ea a cântat din tobă și din gură, acompaniindu-și mama, care obișnuia să cânte la sărbători în familie sau în adunări ale comunității evreilor iemeniți în Palestina. La 14 ani primele ei cântece au fost deja difuzate la radio Ierusalim. Ea a luat lecții de canto și actorie la Studioul Shulamit din Tel Aviv, unde l-a întâlnit pe Shlomo Bosmi, director al studioului, care a devenit propriul ei impresar. În 1939, când ea avea 16 ani, cei doi s-au căsătorit.

## Cariera muzicală

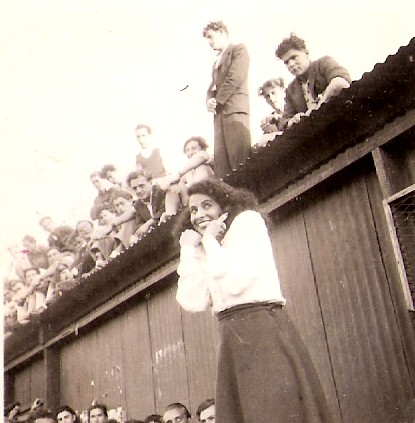
Shoshana Damari la un concert în primăvara anului 1948 în fața imigranților "ilegali" evrei, trimiși de autoritățile britanice într-un lagăr de arest în Cipru

În 1945 Shoshana Damari s-a alăturat ansamblului Li-La-Lo (în ebraică însemnând Mie-Ei-Lui), teatru de revistă înființat de impresarul Moshe Wallin. Acest grup apărea în spectacole de divertisment și satiră care reprezentau o anumită contrapondere față de teatrul serios de repertoriu din acea vreme. În afara celorlalte calități muzicale, Damari era cunoscută pentru timbrul ei jos și bogat și pentru farmecul pronunțării guturale a ebraicii, obișnuite la evreii iemeniți.
Primul ei disc a fost lansat în anul 1948. Unul din cele mai mari șlagăre ale ei în acea perioadă a fost cântecul „Kalaniot” (Anemone) compus de Moshe Vilenski. Acesta, ca și alte cântece din repertoriul lui Damari s-a bucurat de o mare popularitate în rândurile soldaților israelieni, în fața cărora ea s-a produs adesea.     
Vreme de 11 ani ea a trăit și activat cu schimbul, în Statele Unite și Israel, cântând frecvent în fața comunităților evreiești și israeliene din America. Întoarsă în țară, ea a locuit vreme de 30 ani în Tel Aviv. într-o locuință modestă, la etajul al treilea, fără ascensor.
La mijlocul anilor 1980 Damari a făcut un comeback memorabil într-un duet cu cântărețul și cantautorul Boaz Sharabi („Or”. adică „Lumină”) În anul 1996 a înregistrat un album de duete împreună cu cealaltă mare interpretă a anilor 1940-1950, considerată adesea „rivala” ei, Yafa Yarkoni. De un deosebit răsunet la public s-a bucurat cântecul lor nostalgic „Keshehaïnu yeladim” (Când am fost copii).  
În anul 2005 ea a înregistrat două benzi în discul „Mimaamakim” al Proiectului lui Idan Raichel și a apărut în câteva spectacole ale acestui ansamblu muzical.
Shoshana Damari a jucat în două filme artistice -  în  „Givá 24 eyná oná” (Dealul 24 nu răspunde), unde a interpretat rolul unei femei druze, și în filmul „Lelo bait” (Fără de casă) despre evreii din Iemen.
Shoshana Damari a murit în urma unei pneumonii la Tel Aviv. A fost înhumată în Panteonul național -cimitirul Trumpeldor din Tel Aviv.

## Viața privată
Damari a fost căsătorită cu Shlomo Bosmi, care i-a fost impresar până la moartea sa în 1998, și cu care a avut o fiică, Nava Bosmi, muziciană, care a trăit mulți ani în Canada.  De asemenea a avut mai multe legături sentimentale, între care cu compozitorul Moshe Wilenski.

## Premii și onoruri
- 1988 I s-a decernat Premiul de stat al Israelului, Premiul Israel.
- 1995 Premiul Asociației Compozitorilor, artiștilor și textierilor AKUM pentru întreaga ei activitate

## Figura artistei în altă media artistică
- 2021 - filmul documentar israelian Hamalká Shoshana (Regina Shoshana) realizat de Kobi Faraj și Maurice Ben Mayor - lansat la Festivalul Dokuaviv la Tel Aviv